# Zespół wątrobowo-płucny
Zespół wątrobowo-płucny (ang. hepatopulmonary syndrome, HPS) – występujący u pacjentów z nadciśnieniem wrotnym spadek utlenowania krwi tętniczej. Zespół ten pojawia się przede wszystkim w przebiegu marskości wątroby (najczęstsza przyczyna nadciśnienia wrotnego) wskutek rozszerzenia naczyń płucnych, co skutkuje zaburzeniami stosunku wentylacji pęcherzyków płucnych do przepływu krwi w tych naczyniach.

## Historia
Jako pierwsza poszerzenie naczyń płucnych u chorych na marskość wątroby opisała w połowie lat 60. XX wieku Sheila Sherlock ze współpracownikami. Pojęcie "zespołu wątrobowo-płucnego" zastosowali po raz pierwszy w 1977 roku Timothy C. Kennedy i Ronald J. Knudson.

## Etiologia i patofizjologia
Za przyczynę rozszerzenia naczyń płucnych uważa się wzmożone w marskości wątroby wydzielanie substancji rozszerzających naczynia żylne. Do związków tych, wydzielanych przez komórki śródbłonka naczyń żylnych, należą:
- tlenek azotu
- prostaglandyny
- substancja P
- wazoaktywny peptyd jelitowy
- przedsionkowy peptyd natriuretyczny

Mechanizm nasilający ten efekt nie jest poznany. Największe znaczenie w powstaniu zespołu wątrobowo-płucnego ma nadmierne wydzielanie tlenku azotu. Prowadzi to do rozszerzenia naczyń włosowatych. Efektem jest tzw. pęcherzykowo-kapilarna nierównowaga tlenowa – stan polegający na tym, że w wyniku zwiększenia się średnicy naczyń włosowatych tlen z pęcherzyków płucnych nie dociera do środka strumienia krwi płynącej przez naczynia i w związku z tym spada wysycenie hemoglobiny tlenem.

## Objawy i cechy kliniczne
- duszność wysiłkowa albo spoczynkowa (objaw nieswoisty, ponieważ duszność w marskości wątroby może mieć inne przyczyny) z charakterystycznym platypnoë – nasileniem duszności w pozycji stojącej lub siedzącej i zmniejszeniem w pozycji leżącej[2][3]
- ortodeoksja – spadek utlenowania krwi w pozycji stojącej lub siedzącej[2] (cecha pojawiająca się w niektórych innych chorobach płuc, ale w przypadku koincydencji z marskością wątroby najczęściej wskazuje na zespół wątrobowo-płucny)
- w badaniu przedmiotowym:
  - pajączki naczyniowe
  - palce pałeczkowate
  - sinica obwodowa
  - cechy typowe dla marskości wątroby

## Rozpoznanie
- hipoksemia < 65 mmHg
- gradient pęcherzykowo-tętniczy (różnica ciśnienia parcjalnego tlenu w pęcherzykach płucnych i krwi tętniczej) > 20 mm Hg
- obniżony wskaźnik oksygenacji
- wykazane rozszerzenie naczyń płucnych w echokardiografii kontrastowej lub scyntygrafii perfuzyjnej

Powyższe parametry muszą być spełnione podczas oddychania przez chorego powietrzem atmosferycznym.

## Leczenie
- tlenoterapia – leczenie objawowe
- przeszczepienie wątroby – jedyne skuteczne leczenie przyczynowe u chorych z marskością wątroby (przeciwwskazane w nadciśnieniu płucnym)